# Ференц Боршаньї
 Ференц Борша́ньї  (угор. Borsányi Ferenc, нар. 30 січня 1902, Будапешт — пом. 24 жовтня 1958, Будапешт) — угорський футболіст, один з найкращих півзахисників країни у період між двома світовими війнами. У складі «Уйпешта» чотири рази був чемпіоном Угорщини, а також володарем міжнародних трофеїв Кубка Мітропи і Кубка Націй. Найкращий футболіст Угорщини 1930 року.

## Клубна кар'єра
Починав кар'єру у складі першого чемпіона Угорщини — БТК. Будучи гравцем цієї команди, вперше викликався до складу збірної Угорщини.
В 1926 році перейшов у клуб «Уйпешт», у складі якого виступав протягом десяти років. Швидко став ключовим гравцем команди, виступаючи на важливій позиції центрального півзахисника. При невисокому зрості, відзначався сильними бійцівськими якостями. Грав жорстко, але в той же час був технічним, з чудовим баченням поля, хорошим пасом і ударом з обох ніг.
Під керівництвом наставника Лайоша Баняї і з чудовим підбором гравців (окрім Боршаньї зірками клубу міжнародного рівня були Йожеф Фогль, Карой Фогль, Іштван Авар, Габор Сабо, Іллеш Шпітц та інші) «Уйпешт» досягнув значних успіхів наприкінці 20-х в першій половині 30-х років.
Перший великий успіх прийшов до команди у 1929 році — перемога кубку Мітропи, міжнародному турнірі для найсильніших клубів центральної Європи. На шляху до фіналу у чвертьфіналі команда пройшла празьку «Спарту» (6:1 і 0:2). У півфіналі змагалися з фіналістом двох попередніх турнірів віденським «Рапідом». Два матчі не виявили переможця (2:1, 2:3) і було призначено перегравання, що принесло перемогу угорській команді з рахунком 3:1. Незважаючи на те, що найкращий бомбардир «Уйпешту» Іштван Авар забив у цьому матчі всі три голи, преса головним героєм матчу називала не його, а плеймейкера команди Ференца Боршаньї. У фіналі «Уйпешт» переграв ще одну чеську команду  — «Славію». Вже в першому домашньому матчі «Уйпешт» здобув вагому перевагу 5:1, а в матчі відповіді вдовольнився нічиєю 2:2.
У 1930 році завоював з командою перший в історії титул чемпіона країни, відігравши 21 матч чемпіонату із 22. Крім того, у тому році Боршаньї отримав титул найкращого футболіста країни.
Влітку 1930 року став переможцем ще одного престижного міжнародного турніру  — Кубка Націй. Ці змагання відбулися у Женеві під час проведення Чемпіонату світу в Уругваї. У ньому брали участь чемпіони або володарі кубків більшості провідних у футбольному плані континентальних країн Європи. «Уйпешт» почергово переграв іспанський «Реал Уніон» (3:1), голландський «Гоу Егед» (7:0), швейцарський «Серветт» (3:0) і «Славію» у фіналі (3:0).
Через рік знову став чемпіоном Угорщини, зігравши в усіх 22 матчах турніру. Третій чемпіонський титул завоював у 1933 році, а четвертий — у 1935. Вклад Боршаньї в останню перемогу буде не таким вагомим, як в усіх попередніх — лише три матчі. Вік брав своє, а в клубі підросла сильна зміна в обличчі Анталя Салаї і Дьордя Сюча.
По завершенні сезону перейшов до команди «Фебуш», яку тренував Лайош Баняї, а капітаном був ще один старий знайомий з «Уйпешта» — Габор Сабо. Клуб зайняв у чемпіонаті найвище у своїй історії четверте місце та завоював право представити свою країну в Кубку Мітропи. «Фебуш» переміг в кваліфікації швейцарську команду «Янг Фелловз» із міста Цюрих (3:0 і 6:2), а в 1/8 фіналу поступився в достойній боротьбі діючому чемпіону і майбутньому фіналісту турніру  — празькій «Спарті» (2:5 і 4:2). Боршаньї брав участі в усіх цих матчах, довівши власну кількість зіграних матчів у Кубку Мітропи до 21.

## Виступи за збірну
31 серпня 1924 року дебютував в офіційних матчах у складі національної збірної Угорщини в грі проти збірної Польщі (4:0). Всього зіграв за команду 24 матчі, в чотирьох був капітаном команди.
Брав участь в матчах першого і другого розіграшів Кубка Центральної Європи, турніру, що традиційно проводився між збірними Італії, Австрії, Швейцарії, Чехословаччини, Угорщини.
Помер 24 жовтня 1958 року в місті Будапешт.

## Досягнення
- Володар Кубка Мітропи: 1929
- Чемпіон Угорщини: 1929–30, 1930–31, 1932–33, 1934–35
- Срібний призер Чемпіонату Угорщини: 1926–27, 1931–32
- Бронзовий призер Чемпіонату Угорщини: 1927–28, 1928–29
- Фіналіст Кубка Угорщини: 1933
- Володар Кубка Націй 1930
- Найкращий футболіст Угорщини 1930

## Статистика

### Клубні команди
| Клуб                | Сезон             | Чемпіонат | Чемпіонат | Чемпіонат | Кубок Мітропи | Кубок Мітропи | Кубок Мітропи |
| Клуб                | Сезон             | Ліга      | Матчі     | Голи      | Турнір        | Матчі         | Голи          |
| ------------------- | ----------------- | --------- | --------- | --------- | ------------- | ------------- | ------------- |
| БТК                 | 1923/24           | Д-1       | 6         | 0         |               |               |               |
| БТК                 | 1924/25           | Д-1       | 19        | 2         |               |               |               |
| БТК                 | Всього            | Всього    | 25        | 2         | —             | 0             | 0             |
| «Уйпешт» (Будапешт) | 1925/26           | Д-1       | 3         | 0         |               |               |               |
| «Уйпешт» (Будапешт) | 1926/27           | Д-1       | 14        | 1         | КМ            | 1             | 0             |
| «Уйпешт» (Будапешт) | 1927/28           | Д-1       | 21        | 1         |               |               |               |
| «Уйпешт» (Будапешт) | 1928/29           | Д-1       | 18        | 2         | КМ            | 7             |               |
| «Уйпешт» (Будапешт) | 1929/30           | Д-1       | 21        | 1         | КМ            | 4             | 0             |
| «Уйпешт» (Будапешт) | 1930/31           | Д-1       | 22        | 1         |               |               |               |
| «Уйпешт» (Будапешт) | 1931/32           | Д-1       | 19        | 0         | КМ            | 2             | 0             |
| «Уйпешт» (Будапешт) | 1932/33           | Д-1       | 11        | 0         |               |               |               |
| «Уйпешт» (Будапешт) | 1933/34           | Д-1       | 0         | 0         | КМ            | 1             | 0             |
| «Уйпешт» (Будапешт) | 1934/35           | Д-1       | 3         | 0         | КМ            | 2             | 0             |
| «Уйпешт» (Будапешт) | Всього            | Всього    | 132       | 6         | —             | 17            | 0             |
| «Фебуш» (Будапешт)  | 1935/36           | Д-1       | 5         | 0         | КМ            | 4             | 0             |
| «Фебуш» (Будапешт)  | Всього            | Всього    | 5         | 0         | —             | 4             | 0             |
| Всього за кар'єру   | Всього за кар'єру | —         | 162       | 8         | —             | 21            | 0             |

### Статистика виступів за збірну
| Дата       | Місто    | Господарі      | Результат | Гості          | Турнір                   | Голи | Примітки        |
| ---------- | -------- | -------------- | --------- | -------------- | ------------------------ | ---- | --------------- |
| 31/08/1924 | Будапешт | Угорщина       | 4 – 0     | Польща         | товариський матч         | -    |                 |
| 06/06/1926 | Будапешт | Угорщина       | 2 – 1     | Чехословаччина | товариський матч         | -    |                 |
| 19/09/1926 | Відень   | Австрія        | 2 – 3     | Угорщина       | товариський матч         | -    |                 |
| 19/12/1926 | Віго     | Іспанія        | 4 – 2     | Угорщина       | товариський матч         | -    | 17'             |
| 10/04/1927 | Відень   | Австрія        | 6 – 0     | Угорщина       | товариський матч         | -    |                 |
| 09/10/1927 | Будапешт | Угорщина       | 1 – 2     | Чехословаччина | товариський матч         | -    |                 |
| 25/03/1928 | Рим      | Італія         | 4 – 3     | Угорщина       | Кубок Центральної Європи | -    |                 |
| 24/02/1929 | Коломб   | Франція        | 3 – 0     | Угорщина       | товариський матч         | -    |                 |
| 14/04/1929 | Берн     | Швейцарія      | 4 – 5     | Угорщина       | Кубок Центральної Європи | -    |                 |
| 08/09/1929 | Прага    | Чехословаччина | 1 – 1     | Угорщина       | Кубок Центральної Європи | -    |                 |
| 06/10/1929 | Будапешт | Угорщина       | 2 – 1     | Австрія        | товариський матч         | -    |                 |
| 13/04/1930 | Базель   | Швейцарія      | 2 – 2     | Угорщина       | товариський матч         | -    |                 |
| 11/05/1930 | Будапешт | Угорщина       | 0 – 5     | Італія         | Кубок Центральної Європи | -    |                 |
| 22/03/1931 | Прага    | Чехословаччина | 3 – 3     | Угорщина       | Кубок Центральної Європи | -    |                 |
| 21/05/1931 | Белград  | Югославія      | 3 – 2     | Угорщина       | товариський матч         | -    |                 |
| 20/09/1931 | Будапешт | Угорщина       | 3 – 0     | Чехословаччина | товариський матч         | -    |                 |
| 04/10/1931 | Будапешт | Угорщина       | 2 – 2     | Австрія        | Кубок Центральної Європи | -    |                 |
| 13/12/1931 | Турин    | Італія         | 3 – 2     | Угорщина       | Кубок Центральної Європи | -    |                 |
| 19/02/1932 | Каїр     | Єгипет         | 0 – 0     | Угорщина       | товариський матч         | -    |                 |
| 20/03/1932 | Прага    | Чехословаччина | 1 – 3     | Угорщина       | товариський матч         | -    | Капітан команди |
| 08/05/1932 | Будапешт | Угорщина       | 1 – 1     | Італія         | Кубок Центральної Європи | -    |                 |
| 19/06/1932 | Берн     | Швейцарія      | 3 – 1     | Угорщина       | Кубок Центральної Європи | -    | Капітан команди |
| 02/10/1932 | Будапешт | Угорщина       | 2 – 3     | Австрія        | товариський матч         | -    | 44' (аг)        |
| 30/10/1932 | Будапешт | Угорщина       | 2 – 1     | Німеччина      | товариський матч         | -    | Капітан команди |
| Усього     |          | Матчів         | 24        |                | Голів                    | 0    |                 |